# Sigismund Vainberg
Sigismund Vainberg (né en 1843 à Bucarest et mort le 16 mai 1903 à Paris 17e) est un juriste français.

## Origine et études
Provenant d'une famille juive d'Europe centrale, Sigismund Vainberg fit des études de droit à Vienne et passa en Allemagne un doctorat en droit international avec la thèse De conditione quae inter Portam et Rumaeniam usque ad hoc tempus intercesserit (Des conditions qui sont intervenues entre la Porte et la Roumanie, jusqu'à nos jours, Berlin, 1866), et en droit du travail avec la thèse Die Arbeitsstrafen (Les sanctions de travail, Leipzig).
Sigismund Vainberg s'établit à Paris, où il se mit sous le patronage de Louis Blanc.
Il fut membre de la Société de législation comparée, Paris.

## Publications
- De conditione quae inter Portam et Rumaeniam usque ad hoc tempus intercesserit. Dissertatio inauguralis, Berlin 1866, Puttkammer & Mühlbrecht, VI + 71 Seiten, 8°.
- Die Arbeitsstrafen, Leipzig, n.d., 71 p. 12°, Inaug. - Diss. - Leipzig.
- "L’école historique en Allemagne", in Revue pratique de droit français, t. XXVIII, août-septembre 1869, pp. 203-233 et 283-308.
- La profession d’avocat en Prusse, Paris, 1870.
- Le suffrage universel est la république, avec une préface de Louis Blanc, Paris, 1873, 118 p.
- La faillite d’après le droit romain, monographie juridique, Paris, Imprimerie nationale, 1874, 306 p.
- Le “Nexum” et la contrainte par corps en droit romain, mémoire lu dans la séance de l’Académie des Sciences morales et politiques du 21 mars 1874, publié dans le Compte rendu des Séances, 1874, deuxième partie, p. 291-345.
- Les opinions modernes des Allemands sur la notion du droit, mémoire lu dans la séance de l’Académie des Sciences morales et politiques du 22 et du 29 août 1874, et publié dans le compte rendu des séances, 1875, première partie, pp. 384-412 et 697-732.
- De l’organisation et du fonctionnement du Jury en Autriche, Bulletin de la Société de Législation comparée, Paris, 1875.
- L’émission des obligations et la garantie des obligations, Paris, 1878, 19 p.
- Le mécanisme des opérations de bourse, Paris, 1882, 79 p.
- La légalité des opérations de Bourse exécutées par les Banquiers et les Coulissiers, Paris, 1882.
- Les Nouvelles actions de l’Union générale, Paris, 1882.
- Questions de Bourse, Paris, 1884.
- L’économie politique est-elle une science ? y a-t-il des lois économiques ? conférence faite le 19 avril 1893, Paris, 1893, 48 p.